# Азербайджан на Играх стран БРИКС 2024
Азербайджан на Играх стран БРИКС 2024, которые проходили в Казани с 12 по 23 июня 2024 года, был представлен 97 спортсменами в 11 видах спорта. На церемонии открытия Игр знаменосцем сборной Азербайджана был гребец Зия Мамедзаде.
На Играх стран БРИКС 2024 года спортсмены Азербайджана завоевали 34 медали: четыре золотых, девять серебряных и 21 бронзовую. Азербайджан взял медали Игр в восьми видах спорта. В итоге сборная заняла 7-е место в общекомандном зачёте по достоинству медалей.
В азербайджанской прессе участие страны на Играх вызвало противоречивую реакцию. Если одни СМИ отмечали, что эти Игры предоставляют «возможность укрепить спортивные связи между странами-участниками и продемонстрировать спортивные достижения на международной арене», то другие критиковали решение об отправке азербайджанских спортсменов на Игры, недоумевая в первую очередь из-за того, что на Играх выступали также спортсмены из частично признанных Абхазии и Южной Осетии, власти которых долгие годы поддерживали армянский сепаратизм в самом Азербайджане. Спортивный эксперт Натиг Мухтарлы в свою очередь заявил, что нужно быть осторожным, так как к участникам Игр, по его мнению, могут быть применены санкции.

## Медали
| Золото  |                                                                       |                                           |         |
| №       | Спортсмены                                                            | Вид спорта (дисциплина)                   | Дата    |
| 1       | Мадина Садыхова                                                       | Карате (до 55 кг, женщины)                | 15 июня |
| 2       | Гаджимурад Магомедсаидов                                              | Вольная борьба (до 97 кг, мужчины)        | 18 июня |
| 3       | Эльнура Мамедова                                                      | Вольная борьба (до 53 кг, женщины)        | 19 июня |
| 4       | Ариф Нифтуллаев                                                       | Греко-римская борьба (до 97 кг, мужчины)  | 20 июня |
| Серебро |                                                                       |                                           |         |
| №       | Спортсмены                                                            | Вид спорта (дисциплина)                   | Дата    |
| 1       | Мурад Хагвердиев                                                      | Вольная борьба (до 65 кг, мужчины)        | 18 июня |
| 2       | Орхан Аббасов                                                         | Вольная борьба (до 79 кг, мужчины)        | 18 июня |
| 3       | Шамиль Зубаиров                                                       | Вольная борьба (до 97 кг, мужчины)        | 18 июня |
| 4       | Зия Бабашов                                                           | Греко-римская борьба (до 63 кг, мужчины)  | 20 июня |
| 5       | Таваккюль Газиев                                                      | Греко-римская борьба (до 67 кг, мужчины)  | 20 июня |
| 6       | Ариз Гусейнов                                                         | Корэш (до 60 кг, мужчины)                 | 21 июня |
| 7       | Мехди Гаджиев                                                         | Корэш (до 80 кг, мужчины)                 | 21 июня |
| 8       | Магсуд Гусейнли Аббас Гусейнов Мурад Акперов Салех Мамедов            | Фехтование (командная сабля, мужчины)     | 22 июня |
| 9       | Сеид Сеидов                                                           | Бокс (до 86 кг, мужчины)                  | 22 июня |
| Бронза  |                                                                       |                                           |         |
| №       | Спортсмены                                                            | Вид спорта (дисциплина)                   | Дата    |
| 1       | Расул Айдамиров                                                       | Самбо (до 98 кг, мужчины)                 | 14 июня |
| 2       | Бахман Насири                                                         | Академическая гребля (одиночки, мужчины)  | 14 июня |
| 3       | Джейхун Аллахвердиев                                                  | Вольная борьба (до 61 кг, мужчины)        | 18 июня |
| 4       | Джабраил Гаджиев                                                      | Вольная борьба (до 74 кг, мужчины)        | 18 июня |
| 5       | Гюльтакин Ширинова                                                    | Вольная борьба (до 55 кг, женщины)        | 19 июня |
| 6       | Тунджай Везирзаде                                                     | Греко-римская борьба (до 82 кг, мужчины)  | 20 июня |
| 7       | Мухаммад Ахмадиев                                                     | Греко-римская борьба (до 87 кг, мужчины)  | 20 июня |
| 8       | Сархан Мамедов                                                        | Греко-римская борьба (до 130 кг, мужчины) | 20 июня |
| 9       | Джасур Мехдиев                                                        | Корэш (до 70 кг, мужчины)                 | 21 июня |
| 10      | Абдулла Шариф                                                         | Корэш (до 90 кг, мужчины)                 | 21 июня |
| 11      | Гусейн Аллахьяров                                                     | Дзюдо (до 60 кг, мужчины)                 | 21 июня |
| 12      | Рашад Елкиев                                                          | Дзюдо (до 66 кг, мужчины)                 | 21 июня |
| 13      | Судаба Агаева                                                         | Дзюдо (до 70 кг, женщины)                 | 21 июня |
| 14      | Фарах Абасова Валерия Большакова Севиль Буньятова Валентина Зейналова | Фехтование (командная сабля, женщины)     | 21 июня |
| 15      | Айнур Гулиева Хатун Байрамова Назрин Мехдиева Хадиджа Гасанлы         | Фехтование (командная шпага, женщины)     | 22 июня |
| 16      | Турал Сарыев                                                          | Бокс (до 48 кг, мужчины)                  | 22 июня |
| 17      | Наби Искендеров                                                       | Бокс (до 67 кг, мужчины)                  | 22 июня |
| 18      | Миршариф Казымзаде                                                    | Бокс (до 75 кг, мужчины)                  | 22 июня |
| 19      | Ватан Гусейнли                                                        | Бокс (до 92 кг, мужчины)                  | 22 июня |
| 20      | Муса Гусейнли                                                         | Дзюдо (до 90 кг, мужчины)                 | 22 июня |
| 21      | Джамал Фейзиев                                                        | Дзюдо (свыше 100 кг, мужчины)             | 22 июня |

| Медали по видам спорта | Медали по видам спорта | Медали по видам спорта | Медали по видам спорта | Медали по видам спорта |
| ---------------------- | ---------------------- | ---------------------- | ---------------------- | ---------------------- |
| Вид спорта             | 1                      | 2                      | 3                      | Итого                  |
| Академическая гребля   | 0                      | 0                      | 1                      | 1                      |
| Бокс                   | 0                      | 1                      | 4                      | 5                      |
| Борьба                 | 3                      | 5                      | 6                      | 14                     |
| Дзюдо                  | 0                      | 0                      | 5                      | 5                      |
| Карате                 | 1                      | 0                      | 0                      | 1                      |
| Корэш                  | 0                      | 2                      | 2                      | 4                      |
| Самбо                  | 0                      | 0                      | 1                      | 1                      |
| Фехтование             | 0                      | 1                      | 2                      | 3                      |
| Всего                  | 4                      | 9                      | 21                     | 34                     |

| Медали по дням | Медали по дням | Медали по дням | Медали по дням | Медали по дням |
| -------------- | -------------- | -------------- | -------------- | -------------- |
| Дата           | 1              | 2              | 3              | Итого          |
| 12 июня        | 0              | 0              | 0              | 0              |
| 13 июня        | 0              | 0              | 0              | 0              |
| 14 июня        | 0              | 0              | 2              | 2              |
| 15 июня        | 1              | 0              | 0              | 1              |
| 16 июня        | 0              | 0              | 0              | 0              |
| 17 июня        | 0              | 0              | 0              | 0              |
| 18 июня        | 1              | 3              | 2              | 6              |
| 19 июня        | 1              | 0              | 1              | 2              |
| 20 июня        | 1              | 2              | 3              | 6              |
| 21 июня        | 0              | 2              | 6              | 8              |
| 22 июня        | 0              | 2              | 7              | 9              |
| 23 июня        | 0              | 0              | 0              | 0              |
| Всего          | 4              | 9              | 21             | 34             |

| Медали по полу | Медали по полу | Медали по полу | Медали по полу | Медали по полу |
| -------------- | -------------- | -------------- | -------------- | -------------- |
| Пол            | 1              | 2              | 3              | Итого          |
| Мужчины        | 2              | 9              | 17             | 28             |
| Женщины        | 2              | 0              | 4              | 6              |
| Всего          | 4              | 9              | 21             | 34             |

## Результаты соревнований

### Академическая гребля
В академической гребле Азербайджан был представлен двумя спортсменами: Бахманом Насири и Зией Мамедзаде. Из них только Насири удалось добыть медаль Игр. В одиночном заплыве он выиграл бронзу Игр. Эта медаль стала второй медалью Азербайджана на Играх стран БРИКС в Казани.
Мужчины
| Спортсмены    | Соревнование        | Предварительный заезд | Предварительный заезд | Предварительный заезд | Финал     | Финал   | Итоговое место |
| Спортсмены    | Соревнование        | Заезд                 | Время                 | Место                 | Время     | Место   | Итоговое место |
| ------------- | ------------------- | --------------------- | --------------------- | --------------------- | --------- | ------- | -------------- |
| Бахман Насири | одиночки            | 1                     | 06:58.541             | 3 Q                   | Финал A   | Финал A | 3              |
| Бахман Насири | одиночки            | 1                     | 06:58.541             | 3 Q                   | 07:12.820 | 3       | 3              |
| Зия Мамедзаде | одиночки лёгкий вес | 1                     | 07:28.436             | 3 Q                   | Финал A   | Финал A | 6              |
| Зия Мамедзаде | одиночки лёгкий вес | 1                     | 07:28.436             | 3 Q                   | 07:57.981 | 6       | 6              |

### Бокс
На соревнованиях по боксу Азербайджан был представлен 13 спортсменами. Ими стали Турал Сарыев (до 48 кг), Масуд Юсифзаде (до 51 кг), Амин Мамедзаде (до 54 кг), Умид Рустамов (до 57 кг), Магсуд Хасметов (до 60 кг), Руслан Рустамов (до 63,5 кг), Наби Искендеров (до 67 кг), Джавид Челебиев (до 71 кг), Миршариф Казымзаде (до 75 кг), Фаган Мамедов (до 80 кг), Сеид Сеидов (до 86 кг), Ватан Гусейнли (до 92 кг) и Йоханес Нуриев (свыше 92 кг). Из них Сеид Сеидов выиграл серебро, а Турал Сарыев, Наби Искендеров, Миршариф Казымзаде и Ватан Гусейнли — бронзовые медали.
Мужчины
| Спортсмены         | Категория   | 1/8 финала                     | Четвертьфинал                      | Полуфинал                      | Финал                      | Место                |
| Спортсмены         | Категория   | Соперник Результат             | Соперник Результат                 | Соперник Результат             | Соперник Результат         | Место                |
| ------------------ | ----------- | ------------------------------ | ---------------------------------- | ------------------------------ | -------------------------- | -------------------- |
| Турал Сарыев       | до 48 кг    | Не проводился                  | Не проводился                      | Володя Мнацаканян (RUS) П 0–5  | Завершил выступление       | 3                    |
| Масуд Юсифзаде     | до 51 кг    | Не проводился                  | Баир Батлаев (RUS) П 0–5           | Завершил выступление           | Завершил выступление       | Завершил выступление |
| Амин Мамедзаде     | до 54 кг    | Не проводился                  | Максим Кузнецов (RUS) П 0–5        | Завершил выступление           | Завершил выступление       | Завершил выступление |
| Умид Рустамов      | до 57 кг    | Не проводился                  | Максим Паньков (BLR) П 0–5         | Завершил выступление           | Завершил выступление       | Завершил выступление |
| Магсуд Хасметов    | до 60 кг    | Дилшод Абдумуродов (UZB) П 1–4 | Завершил выступление               | Завершил выступление           | Завершил выступление       | Завершил выступление |
| Руслан Рустамов    | до 63,5 кг  | Не участвовал                  | Илья Попов (RUS) П 0–5             | Завершил выступление           | Завершил выступление       | Завершил выступление |
| Наби Искендеров    | до 67 кг    | Алмаз Орозбеков (KGZ) В 3-2    | Данеси Сифамандла (RSA) В 5-0      | Карен Соловьёв (RUS) П 0–5     | Завершил выступление       | 3                    |
| Джавид Челебиев    | до 71 кг    | Не участвовал                  | Сыргак Абдыжапар уулу (KGZ) П 0–5  | Завершил выступление           | Завершил выступление       | Завершил выступление |
| Миршариф Казымзаде | до 75 кг    | Не проводился                  | Мохаммад Зода Убайрула (AFG) В 5-0 | Жавохир Умматалиев (UZB) П 0–5 | Завершил выступление       | 3                    |
| Фаган Мамедов      | до 80 кг    | Не участвовал                  | Бешто Шавлаев (RUS) RSC            | Завершил выступление           | Завершил выступление       | Завершил выступление |
| Сеид Сеидов        | до 86 кг    | Не проводился                  | Не проводился                      | Мухаммед Дурсунов (KGZ) В 5-0  | Вадим Щеблыкин (RUS) П 0–5 | 2                    |
| Ватан Гусейнли     | до 92 кг    | Не проводился                  | Абдул-Басид Рахими (AFG) В 5-0     | Мадияр Суидрахимов (UZB) П 0–5 | Завершил выступление       | 3                    |
| Йоханес Нуриев     | свыше 92 кг | Не проводился                  | Давид Суров (RUS) RSC              | Завершил выступление           | Завершил выступление       | Завершил выступление |

### Борьба
В соревнованиях по вольной борьбе среди мужчин Азербайджан был представлен 9 спортсменами. Из них Гаджимурад Магомедсаидов (до 97 кг) выиграл золото, Мурад Хагвердиев (до 65 кг), Орхан Аббасов (до 79 кг) и Шамиль Зубаиров (до 92 кг) стали серебряными призёрами, а Джейхун Аллахвердиев (до 61 кг) и Джабраил Гаджиев (до 74 кг) выиграли бронзовые награды. Медаль Магомедсаидова стала второй золотой медалью Азербайджана на этих Играх. В итоге мужская сборная Азербайджана по вольной борьбе заняла второе место в медальном зачете, уступив лишь сборной России.
В соревнованиях по греко-римской борьбе Азербайджан был представлен 10 спортсменами. Из них Ариф Нифтуллаев (до 97 кг) выиграл золото, Зия Бабашов (до 63 кг) и Таваккюль Газиев (до 67 кг) стали серебряными призёрами, а Тунджай Везирзаде (до 82 кг), Мухаммад Ахмадиев (до 97 кг) и Сархан Мамедов (до 130 кг) завоевали бронзовые медали. В итоге сборная Азербайджана по греко-римской борьбе заняла третье место в медальном зачете.
В соревнованиях по женской борьбе Азербайджан был представлен 4-мя спортсменками. Из них Эльнура Мамедова (до 53 кг) стала чемпионкой, а Гюльтакин Ширинова (до 55 кг) выиграла бронзу.
Мужчины
Вольная борьба
| Спортсмены               | Категория | Группа                         | Группа                       | Группа                          | Полуфинал                      | Финал                             | Место |
| Спортсмены               | Категория | Первый раунд                   | Второй раунд                 | Третий раунд                    | Полуфинал                      | Финал                             | Место |
| Спортсмены               | Категория | Соперник Результат             | Соперник Результат           | Соперник Результат              | Соперник Результат             | Соперник Результат                | Место |
| ------------------------ | --------- | ------------------------------ | ---------------------------- | ------------------------------- | ------------------------------ | --------------------------------- | ----- |
| Махир Мамедзаде          | до 57 кг  | Рамиз Гамзатов (RUS) П 0:5     | Не участвовал                | Димчук Батамункуев (BLR) П 2:12 | Завершил выступление           | Завершил выступление              | 5     |
| Джейхун Аллахвердиев     | до 61 кг  | Даурен Амирхан (KAZ) В 8:5     | Башир Магомедов (RUS) П 0:10 | Не участвовал                   | Сардор Рузимов (UZB) П 2:12    | За 3-е место                      | 3     |
| Джейхун Аллахвердиев     | до 61 кг  | Даурен Амирхан (KAZ) В 8:5     | Башир Магомедов (RUS) П 0:10 | Не участвовал                   | Сардор Рузимов (UZB) П 2:12    | Дмитрий Шамела (BLR) В 7:1        | 3     |
| Мурад Хагвердиев         | до 65 кг  | Четвертьфинал                  | Четвертьфинал                | Четвертьфинал                   | Андрей Бекренев (BLR) В 7:4    | Аббасгаджи Магомедов (RUS) П 6:16 | 2     |
| Мурад Хагвердиев         | до 65 кг  | Матеус Баррето (BRA) В 8:0     |                              |                                 | Андрей Бекренев (BLR) В 7:4    | Аббасгаджи Магомедов (RUS) П 6:16 | 2     |
| Джабраил Гаджиев         | до 74 кг  | Четвертьфинал                  | Четвертьфинал                | Четвертьфинал                   | Анзор Закуев (RUS) П 2:5       | За 3-е место                      | 3     |
| Джабраил Гаджиев         | до 74 кг  | Георгий Джукаев (OSS) В 5:3    | Георгий Джукаев (OSS) В 5:3  | Георгий Джукаев (OSS) В 5:3     | Анзор Закуев (RUS) П 2:5       | Фазлиддин Насритдинов (UZB) В 5:0 | 3     |
| Орхан Аббасов            | до 79 кг  | Астамур Гунба (ABH) В 9:3      | Магомед Магомаев (RUS) П 0:5 | Не участвовал                   | Асомиддин Гасанов (UZB) В 12:2 | Магомед Магомаев (RUS) П 2:6      | 2     |
| Сабухи Амирасланов       | до 86 кг  | Четвертьфинал                  | Четвертьфинал                | Четвертьфинал                   | Завершил выступление           | Завершил выступление              | 8     |
| Сабухи Амирасланов       | до 86 кг  | Нуржан Иссакалиев (KAZ) П 2:3  |                              |                                 | Завершил выступление           | Завершил выступление              | 8     |
| Шамиль Зубаиров          | до 92 кг  | Первый раунд                   | Второй раунд                 | Третий раунд                    | Четвёртый раунд                | Пятый раунд                       | 2     |
| Шамиль Зубаиров          | до 92 кг  | Гурам Черткоев (OSS) В 8:5     | Алан Багаев (RUS) П 6:9      | Исламбек Ильясов (KAZ) В 12:2   | Не участвовал                  | Ярослав Ядковский (BLR) В 2:0     | 2     |
| Гаджимурад Магомедсаидов | до 97 кг  | Четвертьфинал                  | Четвертьфинал                | Четвертьфинал                   | Владислав Козлов (BLR) В 9:1   | Рустам Шодиев (UZB) В 11:1        | 1     |
| Гаджимурад Магомедсаидов | до 97 кг  | Бады-Маадыр Самдан (RUS) В 8:7 |                              |                                 | Владислав Козлов (BLR) В 9:1   | Рустам Шодиев (UZB) В 11:1        | 1     |
| Айхан Марданов           | до 120 кг | Йи Хуанг (CHN) П 1:5           | Шамиль Мусаев (RUS) П 0:11   | Нурсултан Азов (KAZ) П 0:11     | Завершил выступление           | Завершил выступление              | 7     |

Греко-римская борьба
| Спортсмены        | Категория | Группа                      | Группа                         | Группа                           | Полуфинал                       | Финал                              | Место |
| Спортсмены        | Категория | Первый раунд                | Второй раунд                   | Третий раунд                     | Полуфинал                       | Финал                              | Место |
| Спортсмены        | Категория | Соперник Результат          | Соперник Результат             | Соперник Результат               | Соперник Результат              | Соперник Результат                 | Место |
| ----------------- | --------- | --------------------------- | ------------------------------ | -------------------------------- | ------------------------------- | ---------------------------------- | ----- |
| Фарид Садыхлы     | до 55 кг  | Первый раунд                | Второй раунд                   | Третий раунд                     | Четвёртый раунд                 | Пятый раунд                        | 5     |
| Фарид Садыхлы     | до 55 кг  | Исхар Курбаев (KAZ) П 6:6   | Максим Ступакевич (BLR) П 0:5  | Не участвовал                    | Ихтиёр Ботыров (UZB) П 2:5      | Виталий Кабалоев (RUS) П 1:9       | 5     |
| Вадат Гасымлы     | до 60 кг  | Эмин Сефершаев (RUS) П 0:9  | Марлан Мукашев (KAZ) П 4:5     | Глеб Макаренко (BLR) П 1:3       | Завершил выступление            | Завершил выступление               | 6     |
| Зия Бабашов       | до 63 кг  | Не участвовал               | Сергей Емелин (RUS) П 0:5      | Мохаммад Фаваз (SYR) В 7:0       | Хушниддин Олимбоев (UZB) В 4:1  | Сергей Емелин (RUS) П 2:5          | 2     |
| Таваккюль Газиев  | до 67 кг  | Мингиян Ян (CHN) П В 3:1    | Не участвовал                  | Тимур Инапша (ABH) В 10:1        | Нозимжон Бойкузиев (UZB) В 11:2 | Руслан Бичурин (RUS) П 1:4         | 2     |
| Урфан Гасанлы     | до 72 кг  | Четвертьфинал               | Четвертьфинал                  | Четвертьфинал                    | Маиржан Шермаханбет (KAZ) П 0:8 | За 3-е место                       | 5     |
| Урфан Гасанлы     | до 72 кг  | Мохамад Алобеид (SYR) В 9:0 | Мохамад Алобеид (SYR) В 9:0    | Мохамад Алобеид (SYR) В 9:0      | Маиржан Шермаханбет (KAZ) П 0:8 | Джамол Джумабаев (UZB) П 0:11      | 5     |
| Кянан Абдуллазаде | до 77 кг  | Юхе Хуанг (CHN) В 4:0       | Тулкин Туев (UZB) В 2:1        | Не участвовал                    | Рамазан Арапханов (ABH) П 1:2   | За 3-е место                       | 4     |
| Кянан Абдуллазаде | до 77 кг  | Юхе Хуанг (CHN) В 4:0       | Тулкин Туев (UZB) В 2:1        | Не участвовал                    | Рамазан Арапханов (ABH) П 1:2   | Тулкин Туев (UZB) П 0:4            | 4     |
| Тунджай Везирзаде | до 82 кг  | Не участвовал               | Тамерлан Шадукаев (KAZ) П 2:10 | Аборбек Мамиров (UZB) В 8:0      | Рафаэль Юнусов (RUS) П 1:5      | За 3-е место                       | 3     |
| Тунджай Везирзаде | до 82 кг  | Не участвовал               | Тамерлан Шадукаев (KAZ) П 2:10 | Аборбек Мамиров (UZB) В 8:0      | Рафаэль Юнусов (RUS) П 1:5      | Тамерлан Шадукаев (KAZ) В 8:2      | 3     |
| Мухаммад Ахмадиев | до 87 кг  | Вааг Маргарян (RUS) П 0:3   | Сяобао Дуан (CHN) В 10:1       | Иван Хорошилов (ABH) В 9:0       | Игорь Ярашевич (BLR) П 0:2      | За 3-е место                       | 3     |
| Мухаммад Ахмадиев | до 87 кг  | Вааг Маргарян (RUS) П 0:3   | Сяобао Дуан (CHN) В 10:1       | Иван Хорошилов (ABH) В 9:0       | Игорь Ярашевич (BLR) П 0:2      | Абдуллох Абдумуталибов (UZB) В 5:1 | 3     |
| Ариф Нифтуллаев   | до 97 кг  | Не участвовал               | Абдикодир Жалилов (UZB) В 9:0  | Владислав Пустошилов (BLR) П 1:6 | Николай Хоменко (RUS) В 1:1     | Владислав Пустошилов (BLR) В 3:1   | 1     |
| Сархан Мамедов    | до 130 кг | Четвертьфинал               | Четвертьфинал                  | Четвертьфинал                    | Не прошёл                       | За 3-е место                       | 3     |
| Сархан Мамедов    | до 130 кг | Нохчо Лабазанов (RUS) П 0:9 | Нохчо Лабазанов (RUS) П 0:9    | Нохчо Лабазанов (RUS) П 0:9      | Не прошёл                       | Джахонгир Акбаров (UZB) В 9:1      | 3     |

Женщины
Вольная борьба
| Спортсмены         | Категория | Первый раунд                     | Второй раунд                     | Третий раунд                   | Четвёртый раунд                  | Пятый раунд                    | Место |
| Спортсмены         | Категория | Соперник Результат               | Соперник Результат               | Соперник Результат             | Соперник Результат               | Соперник Результат             | Место |
| ------------------ | --------- | -------------------------------- | -------------------------------- | ------------------------------ | -------------------------------- | ------------------------------ | ----- |
| Ясеман Маджидли    | до 50 кг  | Ксения Станкевич (BLR) П 0:11    | Муштарий Толипбекова (UZB) П 1:6 | Елизавета Смирнова (RUS) П 0:4 | Тиан Аи Ши (CHN) П 0:8           | Не участвовала                 | 5     |
| Эльнура Мамедова   | до 53 кг  | Виктория Волк (BLR) В 10:1       | Не участвовала                   | Джин Жанг (CHN) В 8:1          | Милана Дадашева (RUS) П 0:2      | Сандугаш Дженбаева (UZB) В 5:0 | 1     |
| Гюльтакин Ширинова | до 55 кг  | Дильшода Матназарова (UZB) В 3:1 | Александра Скиренко (RUS) П 2:8  | Арина Мартынова (BLR) П 0:10   | Не проводились                   | Не проводились                 | 3     |
| Марзия Садыгова    | до 72 кг  | Олеся Безуглова (RUS) П 0:10     | Не участвовала                   | Елена Шалыгина (KAZ) П 3:7     | Светлана Окназарова (UZB) П 0:10 | Анна Маслакова (BLR) П 0:10    | 5     |

### Брейк-данс(?)
Мужчины
| Спортсмены     | Соревнование | Отборочный этап | Финал                | Финал                | Итоговое место       |
| Спортсмены     | Соревнование | Очки            | Очки                 | Место                | Итоговое место       |
| -------------- | ------------ | --------------- | -------------------- | -------------------- | -------------------- |
| Фарман Лазымов | мужчины      | 1.0             | Завершил выступление | Завершил выступление | Завершил выступление |

Женщины
| Спортсмены   | Соревнование | Отборочный этап | Финал                 | Финал                 | Итоговое место        |
| Спортсмены   | Соревнование | Очки            | Очки                  | Место                 | Итоговое место        |
| ------------ | ------------ | --------------- | --------------------- | --------------------- | --------------------- |
| Лейла Алиева | женщины      | 0.0             | Завершила выступление | Завершила выступление | Завершила выступление |

### Гребля на байдарках и каноэ

#### Гребля на гладкой воде
Мужчины
| Спортсмены        | Соревнование                   | Предварительный раунд | Предварительный раунд | Предварительный раунд | Полуфинал     | Полуфинал     | Финал                | Финал                |
| Спортсмены        | Соревнование                   | Заплыв                | Время                 | Место                 | Время         | Место         | Время                | Место                |
| ----------------- | ------------------------------ | --------------------- | --------------------- | --------------------- | ------------- | ------------- | -------------------- | -------------------- |
| Паша Аскеров      | каноэ-одиночки, 200 метров     | 1                     | 00:46.690             | 5 Q                   | 00:45.266     | 4             | Завершил выступление | Завершил выступление |
| Паша Аскеров      | каноэ-одиночки, 500 метров     | 1                     | 02:12.924             | 7 Q                   | 02:11.623     | 9             | Завершил выступление | Завершил выступление |
| Паша Аскеров      | каноэ-одиночки, 5000 метров    | Не участвовал         | Не участвовал         | Не участвовал         | Не участвовал | Не участвовал | DNF                  | DNF                  |
| Джейхун Велиханов | байдарки-одиночки, 1000 метров | 2                     | 04:09.495             | 5 Q                   | 03:56.420     | 5             | Завершил выступление | Завершил выступление |
| Джейхун Велиханов | байдарки-одиночки, 500 метров  | 1                     | 02:10.979             | 7 Q                   | 01:56.444     | 4 QB          | Финал B              | Финал B              |
| Джейхун Велиханов | байдарки-одиночки, 500 метров  | 1                     | 02:10.979             | 7 Q                   | 01:56.444     | 4 QB          | 01:58.239            | 3                    |
| Джейхун Велиханов | байдарки-одиночки, 5000 метров | Не участвовал         | Не участвовал         | Не участвовал         | Не участвовал | Не участвовал | DNF                  | DNF                  |

### Дзюдо
Мужчины
| Спортсмены           | Категория    | 1/8 финал                      | Четвертьфинал                   | Полуфинал                      | Финал                              | Место                |
| Спортсмены           | Категория    | Соперник Результат             | Соперник Результат              | Соперник Результат             | Соперник Результат                 | Место                |
| -------------------- | ------------ | ------------------------------ | ------------------------------- | ------------------------------ | ---------------------------------- | -------------------- |
| Гусейн Аллахьяров    | до 60 кг     | Не участвовал                  | Линъюнь Вэй (CHN) В 1–0         | Артём Колосов (BLR) П 0–1      | За 3-е место                       | 3                    |
| Гусейн Аллахьяров    | до 60 кг     | Не участвовал                  | Линъюнь Вэй (CHN) В 1–0         | Артём Колосов (BLR) П 0–1      | Сулейман Аль-Рефаи (SYR) В 1–0     | 3                    |
| Рашад Елкиев         | до 66 кг     | Еламан Султанбай (KAZ) В 1–0   | Баибол Саламат Уулу (KGZ) П 0–1 | Утешительный турнир            | Утешительный турнир                | 3                    |
| Рашад Елкиев         | до 66 кг     | Еламан Султанбай (KAZ) В 1–0   | Баибол Саламат Уулу (KGZ) П 0–1 | Хурсандкул Куганов (TJK) В 1–0 | Пауло Рикардо Родригес (BRA) В 1–0 | 3                    |
| Нариман Мирзаев      | до 73 кг     | Дархан Койбагар (KAZ) В 1–0    | Егор Трухан (BLR) П 0–1         | Утешительный турнир            | Утешительный турнир                | 5                    |
| Нариман Мирзаев      | до 73 кг     | Дархан Койбагар (KAZ) В 1–0    | Егор Трухан (BLR) П 0–1         | Ипань Вэй (CHN) В 1–0          | Ахмадзод Масуди (TJK) П 0–1        | 5                    |
| Магеррам Имамвердиев | до 81 кг     | Не участвовал                  | Жалгас Кайролла (KAZ) П 0–1     | Утешительный турнир            | Утешительный турнир                | 5                    |
| Магеррам Имамвердиев | до 81 кг     | Не участвовал                  | Жалгас Кайролла (KAZ) П 0–1     | Иван Чузулан (SRP) В 1–0       | Мусо Собиров (UZB) П 0–1           | 5                    |
| Муса Гусейнли        | до 90 кг     | Не участвовал                  | Кудырет Досымов (KAZ) П 0–1     | Утешительный турнир            | Утешительный турнир                | 3                    |
| Муса Гусейнли        | до 90 кг     | Не участвовал                  | Кудырет Досымов (KAZ) П 0–1     | Алишер Ирданов (TJK) В 1–0     | Цзязе Сонг (CHN) В 1–0             | 3                    |
| Гусейн Дадашов       | до 100 кг    | Рустам Шоракхматов (UZB) П 0–1 | Завершил выступление            | Завершил выступление           | Завершил выступление               | Завершил выступление |
| Джамал Фейзиев       | свыше 100 кг | Не участвовал                  | Александр Шалимов (RUS) П 0–1   | Утешительный турнир            | Утешительный турнир                | 3                    |
| Джамал Фейзиев       | свыше 100 кг | Не участвовал                  | Александр Шалимов (RUS) П 0–1   | Сыимык Жапаров (KGZ) В 1–0     | Уткирбек Турабоев (UZB) В 1–0      | 3                    |

Женщины
| Спортсмены        | Категория   | Четвертьфинал                  | Полуфинал                            | Финал                                  | Место |
| Спортсмены        | Категория   | Соперник Результат             | Соперник Результат                   | Соперник Результат                     | Место |
| ----------------- | ----------- | ------------------------------ | ------------------------------------ | -------------------------------------- | ----- |
| Рамиля Алиева     | до 48 кг    | Аина Моисеева (RUS) П 0–1      | Утешительный турнир                  | Утешительный турнир                    | 5     |
| Рамиля Алиева     | до 48 кг    | Аина Моисеева (RUS) П 0–1      | Александра Царенкова (BLR) В 1–0     | Едуарда Оливейра Да Сильва (BRA) П 0–1 | 5     |
| Нурай Гулиева     | до 52 кг    | Анна Буракова (RUS) П 0–1      | Утешительный турнир                  | Утешительный турнир                    | 7     |
| Нурай Гулиева     | до 52 кг    | Анна Буракова (RUS) П 0–1      | Юаньли Чжан (CHN) П 0–1              | Завершила выступление                  | 7     |
| Наргиз Гаджиева   | до 57 кг    | Тамара Дукич (SRP) В 1–0       | Ширлен Тайс о Насцименто (BRA) П 0–1 | За 3-е место                           | 5     |
| Наргиз Гаджиева   | до 57 кг    | Тамара Дукич (SRP) В 1–0       | Ширлен Тайс о Насцименто (BRA) П 0–1 | Тингтинг Вэй (CHN) П 0–1               | 5     |
| Лейла Гусейнова   | до 63 кг    | Маржона Нуруллоева (UZB) П 0–1 | Утешительный турнир                  | Утешительный турнир                    | 5     |
| Лейла Гусейнова   | до 63 кг    | Маржона Нуруллоева (UZB) П 0–1 | Дарья Данилович (SRP) В 1–0          | Камила Бадурова (RUS) П 0–1            | 5     |
| Судаба Агаева     | до 70 кг    | Дарья Храмойкина (RUS) П 0–1   | Не прошла                            | За 3-е место                           | 3     |
| Судаба Агаева     | до 70 кг    | Дарья Храмойкина (RUS) П 0–1   | Не прошла                            | Елена Белица (SRP) В 1–0               | 3     |
| Нармин Амирли     | до 78 кг    | Надежда Татарченко (RUS) В 1–0 | Беатриз Фуртадо (BRA) П 0–1          | За 3-е место                           | 5     |
| Нармин Амирли     | до 78 кг    | Надежда Татарченко (RUS) В 1–0 | Беатриз Фуртадо (BRA) П 0–1          | София Пажич (SRP) П 0–1                | 5     |
| Нигяр Сулейманова | свыше 78 кг | Не участвовала                 | Аймэнь Цзинь Усину А (CHN) П 0–1     | За 3-е место                           | 5     |
| Нигяр Сулейманова | свыше 78 кг | Не участвовала                 | Аймэнь Цзинь Усину А (CHN) П 0–1     | Дарья Владимирова (RUS) П 0–1          | 5     |

### Карате
На соревнованиях по карате Азербайджан был представлен двумя спортсменами: Гусейном Мамедли и Мадиной Садыховой. Из них только Садыховой удалось добыть медаль Игр. В весовой категории до 55 кг она, одолев всех соперниц, стала чемпионкой Игр. Эта медаль стала третьей медалью Азербайджана на Играх стран БРИКС в Казани и первой золотой медалью на этих Играх.
Женщины
| Спортсмены      | Категория | 1/8 финала         | Четвертьфинал                | Полуфинал                   | Финал                  | Место |
| Спортсмены      | Категория | Соперник Результат | Соперник Результат           | Соперник Результат          | Соперник Результат     | Место |
| --------------- | --------- | ------------------ | ---------------------------- | --------------------------- | ---------------------- | ----- |
| Мадина Садыхова | до 55 кг  | Не участвовала     | Озода Нуридинова (RUS) В 6–1 | Севинч Отабоева (UZB) В 6–1 | Хоу Жуйинг (CHN) В 6–0 | 1     |

### Корэш
Соревнования по корэшу проводились только среди мужчин. В них Азербайджан был представлен 10 спортсменами. Из них Ариз Гусейнов (до 60 кг) и Мехди Гаджиев (до 80 кг) выиграли серебро, Джасур Мехдиев (до 70 кг) и Абдулла Шариф (до 90 кг) стали бронзовыми призёрами.
Мужчины
| Спортсмены      | Категория    | Группа                              | Группа                              | Группа                              | Полуфинал                         | Финал                            | Место |
| Спортсмены      | Категория    | Первый раунд                        | Второй раунд                        | Третий раунд                        | Полуфинал                         | Финал                            | Место |
| Спортсмены      | Категория    | Соперник Результат                  | Соперник Результат                  | Соперник Результат                  | Соперник Результат                | Соперник Результат               | Место |
| --------------- | ------------ | ----------------------------------- | ----------------------------------- | ----------------------------------- | --------------------------------- | -------------------------------- | ----- |
| Ариз Гусейнов   | до 60 кг     | Предварительный раунд               | Предварительный раунд               | Четвертьфинал                       | Нодирбек Абдумаликов (UZB) В 5:0  | Алексей Абрамов (RUS) П 0:5      | 2     |
| Ариз Гусейнов   | до 60 кг     | Не участвовал                       | Не участвовал                       | Максим Красинский (BLR) В 5:0       | Нодирбек Абдумаликов (UZB) В 5:0  | Алексей Абрамов (RUS) П 0:5      | 2     |
| Элвин Эйвазов   | до 65 кг     | Одинамахмад Зиёев (TJK) П 0:5       | Рустем Хаммет (TUR) В 5:0           | Дониёр Абдурахмонов (UZB) П 0:2     | Завершил выступление              | Завершил выступление             | 5     |
| Джасур Мехдиев  | до 70 кг     | Предварительный раунд               | Предварительный раунд               | Четвертьфинал                       | Азизжон Азимжонов (UZB) П 3:6     | За 3-е место                     | 3     |
| Джасур Мехдиев  | до 70 кг     | Не участвовал                       | Не участвовал                       | Баторгил Рааш (MGL) В 5:0           | Азизжон Азимжонов (UZB) П 3:6     | Мохамед Тоуми (TUN) В 5:0        | 3     |
| Нихад Рзаев     | до 75 кг     | Предварительный раунд               | Предварительный раунд               | Четвертьфинал                       | Не прошёл                         | За 3-е место                     | 5     |
| Нихад Рзаев     | до 75 кг     | Не участвовал                       | Не участвовал                       | Динар Каримуллин (RUS) П 0:5        | Не прошёл                         | Нусратбек Султонбоев (UZB) П 0:5 | 5     |
| Мехди Гаджиев   | до 80 кг     | Предварительный раунд               | Предварительный раунд               | Четвертьфинал                       | Хатанболд Хурелбаатар (MGL) В 5:0 | Артур Зулькарнаев (RUS) П 0:6    | 2     |
| Мехди Гаджиев   | до 80 кг     | Не участвовал                       | Не участвовал                       | Нарек Сафарян (ARM) В 5:0           | Хатанболд Хурелбаатар (MGL) В 5:0 | Артур Зулькарнаев (RUS) П 0:6    | 2     |
| Халил Мурзаев   | до 85 кг     | Предварительный раунд               | Предварительный раунд               | Четвертьфинал                       | Завершил выступление              | Завершил выступление             | 5     |
| Халил Мурзаев   | до 85 кг     | Не участвовал                       | Не участвовал                       | Анвар Муратбек уулу (KGZ) П 6:11    | Завершил выступление              | Завершил выступление             | 5     |
| Абдулла Шариф   | до 90 кг     | Четвертьфинал                       | Четвертьфинал                       | Четвертьфинал                       | Юнес Пахлаванзадех (IRI) П 4:9    | За 3-е место                     | 3     |
| Абдулла Шариф   | до 90 кг     | Мохаммед Альгвад Кадхим (IRQ) В 0:0 | Мохаммед Альгвад Кадхим (IRQ) В 0:0 | Мохаммед Альгвад Кадхим (IRQ) В 0:0 | Юнес Пахлаванзадех (IRI) П 4:9    | Исмаил Хоссейн (BAN) В 5:0       | 3     |
| Йолгулу Мамедов | до 100 кг    | Предварительный раунд               | Предварительный раунд               | Четвертьфинал                       | Завершил выступление              | Завершил выступление             | 5     |
| Йолгулу Мамедов | до 100 кг    | Не участвовал                       | Не участвовал                       | Зайлобиддин Артиков (UZB) П 0:6     | Завершил выступление              | Завершил выступление             | 5     |
| Муса Исмаилов   | до 130 кг    | Азимджон Хомидов (TJK) П 1:6        | Не участвовал                       | Фирдавс Файзуллоев (TJK) П 0:1      | Завершил выступление              | Завершил выступление             | 5     |
| Хасай Юсифов    | свыше 130 кг | Хислат Пирматов (UZB) П 0:4         | Не участвовал                       | Шадман Азими (IRI) П 0:5            | Завершил выступление              | Завершил выступление             | 5     |

### Настольный теннис
На соревнованиях по настольному теннису Азербайджан был представлен 8 спортсменами — 4 мужчинами и 4 женщинами. В командном разряде мужская сборная Азербайджана заняла 10-е место, а женская — 7-е место. В одиночном разряде все члены сборной проиграли на стадии 1/16 финала.
Мужчины
| Спортсмены                                       | Категория        | 1/16 финала                  | 1/8 финала           | Четвертьфинал        | Полуфинал            | Финал                | Место                |
| Спортсмены                                       | Категория        | Соперник Результат           | Соперник Результат   | Соперник Результат   | Соперник Результат   | Соперник Результат   | Место                |
| ------------------------------------------------ | ---------------- | ---------------------------- | -------------------- | -------------------- | -------------------- | -------------------- | -------------------- |
| Адиль Ахмедзаде Нихад Мамедов Везир Аллахвердиев | командный разряд | Не проводился                | Иран · П 0:3         | За 9-16 места        | За 9-12 места        | За 9-е место         | 10                   |
| Адиль Ахмедзаде Нихад Мамедов Везир Аллахвердиев | командный разряд | Не проводился                | Иран · П 0:3         | Абхазия · В 3:0      | Афганистан · В 3:0   | Армения · П 0:3      | 10                   |
| Адиль Ахмедзаде                                  | одиночный разряд | Никита Артёменко (RUS) П 1:3 | Завершил выступление | Завершил выступление | Завершил выступление | Завершил выступление | Завершил выступление |
| Рустам Гаджилы                                   | одиночный разряд | Джунсонг Чен (CHN) П 0:3     | Завершил выступление | Завершил выступление | Завершил выступление | Завершил выступление | Завершил выступление |
| Нихад Мамедов                                    | одиночный разряд | Тяньянг Ли (CHN) П 1:3       | Завершил выступление | Завершил выступление | Завершил выступление | Завершил выступление | Завершил выступление |

Женщины
| Спортсмены                                                            | Категория        | 1/16 финала                         | 1/8 финала                  | Четвертьфинал         | Полуфинал             | Финал                 | Место                 |
| Спортсмены                                                            | Категория        | Соперник Результат                  | Соперник Результат          | Соперник Результат    | Соперник Результат    | Соперник Результат    | Место                 |
| --------------------------------------------------------------------- | ---------------- | ----------------------------------- | --------------------------- | --------------------- | --------------------- | --------------------- | --------------------- |
| Марзия Нурматова Ляман Абдулгамидова Земфира Микаилова Айлин Аскерова | командный разряд | Не проводился                       | Республика Сербская · В 3:0 | Китай · П 0:3         | За 5-8 места          | За 7-е место          | 7                     |
| Марзия Нурматова Ляман Абдулгамидова Земфира Микаилова Айлин Аскерова | командный разряд | Не проводился                       | Республика Сербская · В 3:0 | Китай · П 0:3         | Беларусь · П 0:3      | Таджикистан · В 3:1   | 7                     |
| Марзия Нурматова                                                      | одиночный разряд | Яшини Сивасанкар (IND) П 0:3        | Завершила выступление       | Завершила выступление | Завершила выступление | Завершила выступление | Завершила выступление |
| Ляман Абдулгамидова                                                   | одиночный разряд | Яна Носкова (RUS) П 0:3             | Завершила выступление       | Завершила выступление | Завершила выступление | Завершила выступление | Завершила выступление |
| Земфира Микаилова                                                     | одиночный разряд | Кристина Гомес Оливейра (VEN) П 2:3 | Завершила выступление       | Завершила выступление | Завершила выступление | Завершила выступление | Завершила выступление |
| Айлин Аскерова                                                        | одиночный разряд | Динара Исмаилова (TJK) П 1:3        | Завершила выступление       | Завершила выступление | Завершила выступление | Завершила выступление | Завершила выступление |

### Самбо
На соревнованиях по самбо Азербайджан был представлен двумя спортсменами: Адилем Адильзаде и Расулом Айдамировым. Из них только Айдамирову удалось добыть медаль Игр. В весовой категории до 98 кг он стал бронзовым призёром Игр. Эта медаль стала первой медалью Азербайджана на Играх стран БРИКС в Казани.
Мужчины
| Спортсмены      | Категория | 1/8 финала                         | Четвертьфинал        | Полуфинал                           | Финал                              | Место                |
| Спортсмены      | Категория | Соперник Результат                 | Соперник Результат   | Соперник Результат                  | Соперник Результат                 | Место                |
| --------------- | --------- | ---------------------------------- | -------------------- | ----------------------------------- | ---------------------------------- | -------------------- |
| Адиль Адильзаде | до 79 кг  | Шухрат Нормуродов (UZB) П 4:0 4:15 | Завершил выступление | Завершил выступление                | Завершил выступление               | Завершил выступление |
| Расул Айдамиров | до 98 кг  | Кирилл Князьков (RUS) П 4:0 0:42   | Не прошёл            | Утешительный турнир                 | Утешительный турнир                | 3                    |
| Расул Айдамиров | до 98 кг  | Кирилл Князьков (RUS) П 4:0 0:42   | Не прошёл            | Абдухаббор Сафаров (TJK) В 3:0 3:00 | Артур Сансызбеков (KGZ) В 0:4 3:17 | 3                    |

### Фехтование
На соревнованиях по фехтованию Азербайджан был представлен 16 спортсменами — 8 мужчинами (4 саблистами и 4 шпажистами) и 8 женщинами (4 саблистками и 4 шпажистками). В индивидуальных соревнованиях только четырём из них удалось дойти лишь до четвертьфинала — шпажисту Магсуду Гусейнли, саблистке Севиль Буньятовой и шпажисткам Айнур Гулиевой и Хадидже Гасанлы. В командных же турнирах мужской сборной по сабле удалось добыть серебро Игр, а женским сборным по сабле и шпаге — бронзу.
Мужчины
| Спортсмены                                                  | Категория       | 1/16 финала                      | 1/8 финала                    | Четвертьфинал               | Полуфинал             | Финал                 | Место                 |
| Спортсмены                                                  | Категория       | Соперник Результат               | Соперник Результат            | Соперник Результат          | Соперник Результат    | Соперник Результат    | Место                 |
| ----------------------------------------------------------- | --------------- | -------------------------------- | ----------------------------- | --------------------------- | --------------------- | --------------------- | --------------------- |
| Эмин Сафарбеков                                             | шпага           | Павел Бузинов (RUS) П 6:15       | Завершил выступление          | Завершил выступление        | Завершил выступление  | Завершил выступление  | Завершил выступление  |
| Саид Алиев                                                  | шпага           | Гуссейн Аль-Малики (IRQ) В 13:12 | Алексей Хурс (BLR) П 7:15     | Завершил выступление        | Завершил выступление  | Завершил выступление  | Завершил выступление  |
| Мирхатай Мамедов                                            | шпага           | Григорий Муравьев (BLR) П 6:15   | Завершил выступление          | Завершил выступление        | Завершил выступление  | Завершил выступление  | Завершил выступление  |
| Вахаб Фатуллаев                                             | шпага           | Хамдан Аль-Джахадми (UAE) В 15:9 | Дмитрий Рыкунов (BLR) П 8:15  | Завершил выступление        | Завершил выступление  | Завершил выступление  | Завершил выступление  |
| Магсуд Гусейнли                                             | сабля           | Бебит Брайт Генри (IND) В 15:11  | Горах Ядав (IND) В 15:8       | Кирилл Тюлюков (RUS) П 6:15 | Завершил выступление  | Завершил выступление  | Завершил выступление  |
| Аббас Гусейнов                                              | сабля           | Евгений Кажаневский (BLR) В 15:9 | Камиль Ибрагимов (RUS) П 3:15 | Завершил выступление        | Завершил выступление  | Завершил выступление  | Завершил выступление  |
| Мурад Акперов                                               | сабля           | Султан Аль-Эбри (UAE) В 15:7     | Муса Аймуратов (UZB) П 9:15   | Завершил выступление        | Завершил выступление  | Завершил выступление  | Завершил выступление  |
| Салех Мамедов                                               | сабля           | Хамед Аль-Маазни (UAE) В 15:13   | Джудрадж Ойнам (IND) П 13:15  | Завершил выступление        | Завершил выступление  | Завершил выступление  | Завершил выступление  |
| Эмин Сафарбеков Саид Алиев Мирхатай Мамедов Вахаб Фатуллаев | командная шпага | Не проводился                    | Не проводился                 | ОАЭ · П 35:45               | Завершили выступление | Завершили выступление | Завершили выступление |
| Магсуд Гусейнли Аббас Гусейнов Мурад Акперов Салех Мамедов  | командная сабля | Не проводился                    | Не проводился                 | ОАЭ · В 45:36               | Беларусь · В 45:41    | Россия · П 23:45      | 2                     |

Женщины
| Спортсмены                                                            | Категория       | 1/16 финала                        | 1/8 финала                     | Четвертьфинал                       | Полуфинал            | Финал                | Место                |
| Спортсмены                                                            | Категория       | Соперник Результат                 | Соперник Результат             | Соперник Результат                  | Соперник Результат   | Соперник Результат   | Место                |
| --------------------------------------------------------------------- | --------------- | ---------------------------------- | ------------------------------ | ----------------------------------- | -------------------- | -------------------- | -------------------- |
| Фарах Абасова                                                         | сабля           | Валентина Зейналова (AZE) П 12:15  | Завершил выступление           | Завершил выступление                | Завершил выступление | Завершил выступление | Завершил выступление |
| Валентина Зейналова                                                   | сабля           | Фарах Абасова (AZE) В 15:12        | Яна Егорян (RUS) П 3:15        | Завершил выступление                | Завершил выступление | Завершил выступление | Завершил выступление |
| Севиль Буньятова                                                      | сабля           | Шрея Гупта (IND) В 15:14           | Зайнаб Дайыбекова (UZB) В 15:9 | Вероника Булукова (RUS) П 14:15     | Завершил выступление | Завершил выступление | Завершил выступление |
| Валерия Большакова                                                    | сабля           | Асела Дарвиш (UAE) В 15:0          | Софья Великая (RUS) П 8:15     | Завершил выступление                | Завершил выступление | Завершил выступление | Завершил выступление |
| Айнур Гулиева                                                         | шпага           | Не участвовала                     | Хатун Байрамова (AZE) В 15:13  | Милен Бавуге Хабимана (RUS) П 10:15 | Завершил выступление | Завершил выступление | Завершил выступление |
| Хатун Байрамова                                                       | шпага           | Шейха Аль-Зааби (UAE) В 15:11      | Айнур Гулиева (AZE) П 13:15    | Завершил выступление                | Завершил выступление | Завершил выступление | Завершил выступление |
| Назрин Мехдиева                                                       | шпага           | Нур Фарас Аль-Джовдер (BHR) В 15:6 | Татьяна Гудкова (RUS) П 6:15   | Завершил выступление                | Завершил выступление | Завершил выступление | Завершил выступление |
| Хадиджа Гасанлы                                                       | шпага           | Не участвовала                     | Митва Чаудхари (IND) В 15:8    | Татьяна Гудкова (RUS) П 10:15       | Завершил выступление | Завершил выступление | Завершил выступление |
| Фарах Абасова Валентина Зейналова Севиль Буньятова Валерия Большакова | командная сабля | Не проводился                      | Не проводился                  | Индия · В 45:23                     | Россия · П 19:45     | За 3-е место         | 3                    |
| Фарах Абасова Валентина Зейналова Севиль Буньятова Валерия Большакова | командная сабля | Не проводился                      | Не проводился                  | Индия · В 45:23                     | Россия · П 19:45     | Беларусь · В 45:30   | 3                    |
| Айнур Гулиева Хатун Байрамова Назрин Мехдиева Хадиджа Гасанлы         | командная шпага | Не проводился                      | Не проводился                  | Не участвовали                      | Беларусь · П 33:45   | За 3-е место         | 3                    |
| Айнур Гулиева Хатун Байрамова Назрин Мехдиева Хадиджа Гасанлы         | командная шпага | Не проводился                      | Не проводился                  | Не участвовали                      | Беларусь · П 33:45   | Индия · В 45:42      | 3                    |